# Aventures fantastiques (film)
Pour les articles homonymes, voir Aventures fantastiques.
Pour plus de détails, voir Fiche technique et Distribution.
Aventures fantastiques (Vynález zkázy) est un long métrage d'animation de science-fiction tchécoslovaque réalisé par Karel Zeman, sorti en 1958, adaptation notamment du roman Face au drapeau de Jules Verne.

## Synopsis
Le comte d'Artigas a mis sur pied une bande de pirates qui écume les épaves voire coule intentionnellement les navires marchands à l'aide d'un sous-marin ultramoderne, lui-même dérobé. Son ambition le pousse ensuite à enlever le professeur Roch et son assistant, Simon Hart, afin de les mettre à son service. Le professeur, tenu dans l'ignorance des projets maléfiques du comte, met au point un explosif très dangereux et révolutionnaire par sa puissance destructrice. Son assistant, lui, a décelé les projets du comte et est gardé prisonnier. 
Mais Hart et Jana, une jeune naufragée, donnent l'alerte et une flotte internationale vient capturer d'Artigas. Le professeur, après avoir compris la duperie du comte, se sacrifie et fait exploser l'ile où il était détenu pendant que Hart et Jana réussissent à prendre la fuite en ballon.

## Fiche technique
- Titre : Aventures fantastiques
- Titres alternatifs : Une invention diabolique ; L'Invention diabolique ; Les Aventures fantastiques
- Titre original : Vynález zkázy
- Réalisation : Karel Zeman
- Scénario : Karel Zeman et František Hrubín, d'après Jules Verne
- Musique : Zdeněk Liška
- Production : Československý Státní Film, Filmové Studio Gottwaldov
- Pays d'origine : Tchécoslovaquie
- Technique : acteurs vivants, marionnettes, dessins animés
- Genre : film d'animation
- Format : Noir et blanc - 35 mm
- Durée : 83 minutes
- Date de sortie : 1958

## Distribution
- Lubor Tokoš : Simon Hart
- Jana Zatloukalová : Jana
- Miloslav Holub : le comte Artigas
- Arnost Navrátil : le professeur Roch
- Frantisek Cerný : le capitaine Spade
- Václav Kyzlink : M. Serko
- Vanislov Kuvlov
- Václav Trégl

## Autour du film
Karel Zeman adapte une nouvelle fois des textes de Jules Verne, un roman peu connu, Face au drapeau, et des éléments de quelques autres livres, tout en s'inspirant des gravures originales d'Édouard Riou (éd. Hetzel, 1866).
Ce film de science-fiction associe toutes les techniques d'animation connues à cette date. Riche en trucages, il passe pour être l'un des chefs-d'œuvre du réalisateur. 
C'est aussi un vibrant réquisitoire contre la guerre.

## Distinctions
En 1958 le film reçoit un accueil enthousiaste à l'Exposition universelle de Bruxelles. On lui décerne aussi le grand prix au Festival mondial du film, le Prix de la Critique en 1959, l'Étoile de Cristal en 1960 et le Grand Prix International de l'Académie Française de Cinéma.